# جورج گیل (بازیکن فوتبال اهل انگلستان)
جورج گیل (انگلیسی: George Gill؛ زادهٔ ۱۸۹۴) بازیکن فوتبال اهل بریتانیا است.
از باشگاه‌هایی که در آن بازی کرده‌است می‌توان به باشگاه فوتبال هارتل پول یونایتد اشاره کرد.